# Dendronephthya macrospina
Dendronephthya macrospina is een zachte koraalsoort uit de familie Nephtheidae. De koraalsoort komt uit het geslacht Dendronephthya. Dendronephthya macrospina werd in 1889 voor het eerst wetenschappelijk beschreven door Wright & Studer. 